# Óttarr Proppé
Óttarr Olaf Proppé (nacido el 7 de noviembre de 1968) fue Ministro de Salud de Islandia desde el 11 de enero de 2017 hasta el 30 de noviembre de 2017. Es músico, actor, exconcejal de Reykjavík (Mejor Partido 2010-2014) y diputado (Futuro Brillante) desde el 2013. Óttar fue elegido presidente del partido en 2015. Sea un miembro de la banda de rock HAM, durante los años 1988 - 1994, además de ser vocalista de la banda de rock cabaret, Dr. Spock. También ha protagonizado varias películas, incluyendo Sódóma Reykjavík en 1992, Nói albinói y Ángeles del Universo  en el año 2000.